# الکسی بوگاو
الکسی بوگاو (روسی: Алексей Сергеевич Бугаев؛ زادهٔ ۳۰ مارس ۱۹۹۷) ورزشکار پارا اسکی آلپاین اهل روسیه است. او در بازی‌های پارالمپیک زمستانی ۲۰۱۴ پنج مدال کسب کرد.

## اوایل زندگی
بوگاو در کراسنویارسک روسیه متوید شد. او هنگام تولد چهار انگشت و بالای انگشت شست دست راست خود را نداشت خود را نداشت. او پس از اینکه والدینش او را به پیست اسکی بردند تا به او کمک کنند تا در جامعه بهتر شود، ورزش اسکی را شروع کرد.